# Malijai
Malijai – miejscowość i gmina we Francji, w regionie Prowansja-Alpy-Lazurowe Wybrzeże, w departamencie Alpy Górnej Prowansji.

## Demografia
Według danych na rok 1990 gminę zamieszkiwały 1703 osoby, a gęstość zaludnienia wynosiła 64 osoby/km². W styczniu 2015 r. Malijai zamieszkiwało 2018 osób, przy gęstości zaludnienia wynoszącej 75,8 osób/km².